# Zamość Wąskotorowy
Zamość Wąskotorowy – zlikwidowana wąskotorowa stacja kolejowa w mieście Zamość, w województwie lubelskim, w Polsce.